# Élection du président de la Confédération suisse de 2024
L'élection du président de la Confédération suisse de 2024 est un scrutin au suffrage indirect visant à élire le président de la Confédération suisse pour l'année 2025.
Le 11 décembre 2024, par 168 voix sur 203 valables, Karin Keller-Sutter (PLR) est élue présidente par l'Assemblée fédérale.

## Élection
Le président de la Confédération est élu par l'Assemblée fédérale, réunissant le Conseil national et le Conseil des États, parmi les membres du Conseil fédéral le deuxième mercredi de la session d'hiver.
Son mandat dure un an et correspond à l'année civile (du 1er janvier au 31 décembre). Il n'est pas immédiatement rééligible, y compris à la vice-présidence du Conseil fédéral, mais peut remplir plusieurs mandats non successifs,.

## Résultats

### Présidence
Karin Keller-Sutter, du Parti libéral-radical, est élue présidente de la Confédération par 168 des 203 bulletins valables. 
| Candidats                | Candidats                | Partis                   | Voix | %     |
| ------------------------ | ------------------------ | ------------------------ | ---- | ----- |
|                          | Karin Keller-Sutter      | PLR                      | 168  | 82,76 |
|                          | Divers                   | Divers                   | 35   | 17,24 |
|                          |                          |                          |      |       |
| Votes valides            | Votes valides            | Votes valides            | 203  | 87,50 |
| Votes blancs             | Votes blancs             | Votes blancs             | 23   | 9,91  |
| Votes nuls               | Votes nuls               | Votes nuls               | 6    | 2,59  |
| Total                    | Total                    | Total                    | 232  | 100   |
| Abstention               | Abstention               | Abstention               | 14   | 5,69  |
| Inscrits / participation | Inscrits / participation | Inscrits / participation | 246  | 94,31 |

### Vice-présidence
Guy Parmelin, de l'Union démocratique du centre, est élu vice-président du Conseil fédéral par 196 des 219 bulletins valables.